# Figulus insulanus
Figulus insulanus es una especie de coleóptero de la familia Lucanidae.

## Distribución geográfica
Habita en las islas Vanuatu.